# ساوت کریک
ساوت کریک (به انگلیسی: South Creake) یک روستا و محله مدنی در بریتانیا است که در King's Lynn and West Norfolk واقع شده‌است. ساوت کریک ۲۰٫۱۸ کیلومتر مربع مساحت و ۵۱۶ نفر جمعیت دارد.